# Hedersleben, Harz
Hedersleben là một đô thị thuộc huyện Harz bang Saxony-Anhalt của Đức. Đô thị này nằm bên sông Selke, ngay trước cửa sông Bode.